# La Chasse royale (film)
Pour les articles homonymes, voir La Chasse royale (homonymie).
La Chasse royale est un film franco-tchécoslovaque réalisé par François Leterrier et sorti en 1969. 

## Synopsis
Henri et Philippe partent passer la saison de chasse dans une région montagneuse, chez le garde Metzer. Une rencontre va remettre en cause leur vision de la pratique de la chasse.

## Fiche technique
- Titre : La Chasse royale
- Réalisation : François Leterrier
- Scénario et dialogues : François Leterrier, d'après le roman de Pierre Moinot[1]
- Photographie : Jean Badal
- Musique : Zdenek Liska
- Montage : Bob Wade
- Son : Andrej Polomsky
- Décors : Anton Krajcovic
- Sociétés de production : Ceskoslovensky Films (Prague) - Como-Films (Paris)
- Directeur de production : Maurice Urbain
- Pays de production :  France /  Tchécoslovaquie
- Genre : Film dramatique
- Durée : 85 minutes
- Dates de sortie : 
  - Tchécoslovaquie : 26 décembre 1969
  - France : inédit en salle, seulement diffusé à la télévision

## Distribution
- Sami Frey : Philippe
- Claude Brasseur : Henri
- Alexander Bada : Grieb
- Olga Budska : Marthe
- Suzanne Flon : Céline
- Jean Champion : Metzer
- Ludmila Mikaël : Hélène
- Magda Vášáryová : Marthe jeune